# Bienrode
 (août 2021).
Bienrode est un quartier de la ville allemande de Brunswick, appartenant à l'arrondissement de Wabe-Schunter-Beberbach, dans le Land de Basse-Saxe.

## Géographie
Bienrode se situe sur la rive orientale de la Schunter sur des sédiments du Cénozoïque. Au nord du village, le Beberbach coule d'est en ouest et se jette dans la Schunter à Wenden. Depuis 1934, l'autoroute A2 circule au sud dans le sens est-ouest, et à l'ouest se trouve l'autoroute 391 dans le sens nord-sud. Les deux se rejoignent au croisement de Brunswick-Nord et forment un gousset dans lequel la Schunter se ramifie en un ancien et un nouveau bras ainsi que le Mühlengraben et crée un paysage de plaine inondable. L'aéroport de Brunswick-Wolfsburg se situe à l'est de Bienrode, près de Waggum. La ligne de chemin de fer vers Uelzen traverse la ville à l'est du centre historique parallèlement à la Landesstraße L625, qui relie Querum à Papenteich. La zone de loisirs du lac de Bienrode se situe à la limite nord-est du quartier.

## Histoire
Le village aurait été fondé vers 800 ; un village portant le nom d'Ibanroth est mentionné pour la première fois dans le certificat de consécration de l'église Saint-Magne en 1031 par Branthog l'évêque de Halberstadt, il est mentionné en 1232 sous le nom de Bigenrode. La terminaison -rode indique que le village est créé après un défrichement, le mot signifiant représentant généralement un nom personnel. Il n'est pas fondamentalement exclu que le mot racine Iban soit dérivé d'if ou de rivière, mais un nom personnel comme Ibo ou Ivo est plus probable. Le nom Bigen utilisé en 1232 ne peut pas être dérivé du nom précédent, mais indique plutôt un prénom féminin tel que Bia. Ainsi, Bienrode a eu deux noms dans l'histoire.
Politiquement, Bienrode appartenait à Papenteich, dans la principauté de Brunswick-Wolfenbüttel en 1708.
Le moulin à eau est mentionné en 1311 dans le cadre d'un don de l'ensemble du bâtiment par les frères von Wenden à l'abbaye de Riddagshausen.
Depuis son incorporation en mars 1974, le quartier appartient à la ville indépendante de Brunswick.

## Source, notes et références
- (de) Cet article est partiellement ou en totalité issu de l’article de Wikipédia en allemand intitulé « Bienrode » (voir la liste des auteurs).

1. ↑  (de) Statistisches Bundesamt, Historisches Gemeindeverzeichnis für die Bundesrepublik Deutschland. Namens-, Grenz- und Schlüsselnummernänderungen bei Gemeinden, Kreisen und Regierungsbezirken vom 27.5.1970 bis 31.12.1982, 1983 (ISBN 3-17-003263-1)